# 吉约姆·高丽安
吉翁·佳里恩（Guillaume Gallienne，1972年2月8日—）是一名法国电影演员和电影导演。

## 事业
1998年以来曾是法国戏剧公司 Comédie-Française 的成员。1992年首次出演电影 Tableau d'honneur，主要电影有2006年苏菲亚·科波拉执导的《凡爾賽拜金女》。2013年首次执导的作品《媽媽要我愛男人》入选第66届戛纳电影节导演双周单元，并赢得国际艺术院线协会奖。影片获得第39届法国凯撒电影奖最佳影片、导演等计10项提名，最终打败《阿黛尔的生活》赢得最佳影片、最佳男主角、最佳处女作、最佳改编剧本和最佳剪辑五个大奖。

## 主要电影

### 演员
- 鬱金香方方 (2003)
- 陪我走到世界盡頭 (2003)
- 凡爾賽拜金女 (2006)
- Avenue Montaigne (2006)
- The Colonel (2006)
- 莎岡日安憂鬱 (2008)
- Le Concert (2009)
- 非常非常美麗的愛情故事 (2010)
- Confession of a Child of the Century (2012)
- 高盧英雄英遊記3D (2012)
- 媽媽要我愛男人 (2013)
- 時尚大師聖羅蘭 (2014)

### 导演
- 媽媽要我愛男人/Les Garçons et Guillaume, à table !

## 荣誉
- 法蘭西藝術與文學勳章[4]